# Волоконовка

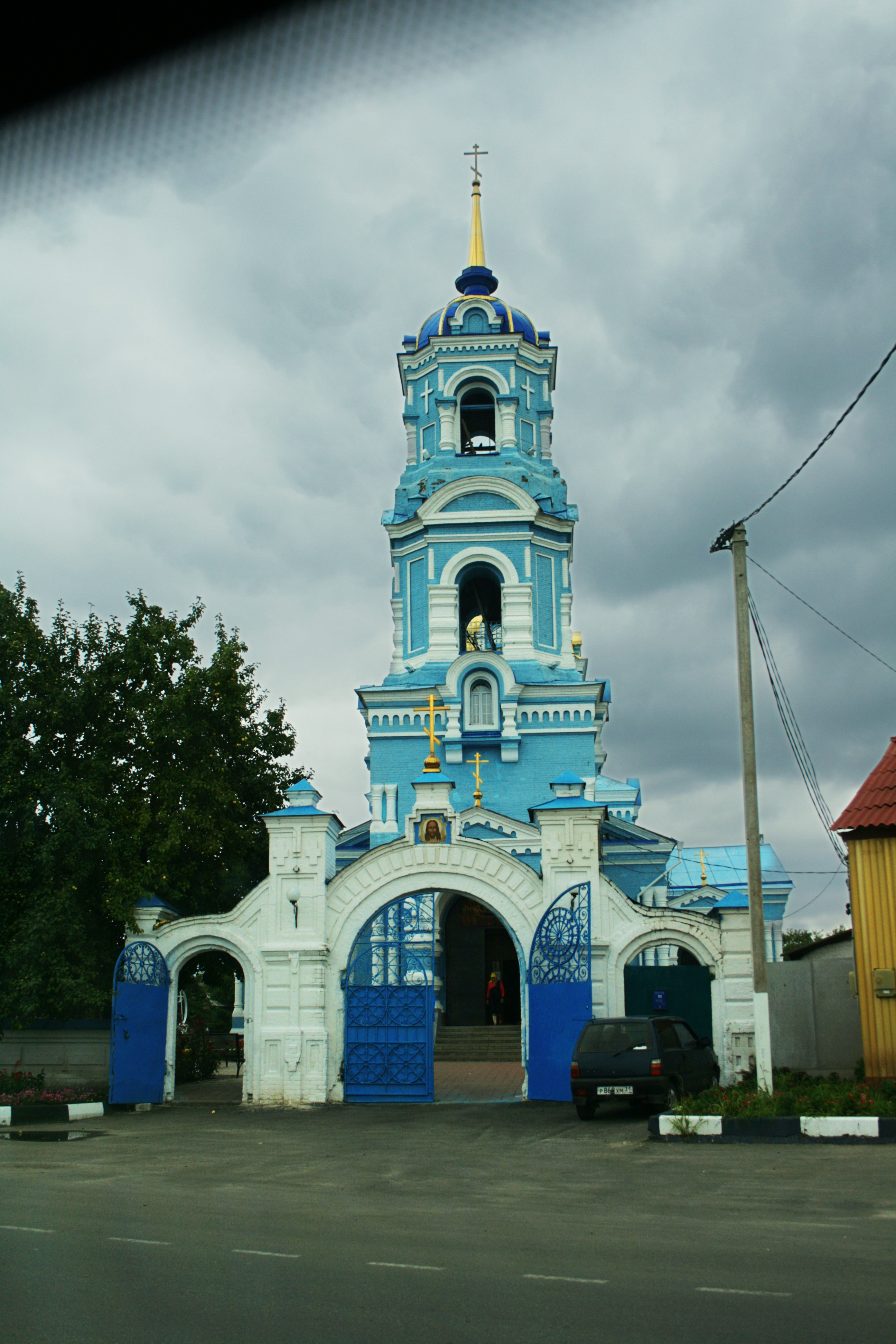
Волоконовка. Храм Успения Пресвятой Богородицы

Волоко́новка — посёлок городского типа, административный центр Волоконовского района Белгородской области России. Железнодорожная станция на линии Старый Оскол — Валуйки.
Образует одноимённое муниципальное образование посёлок Волоконовка со статусом городского поселения как единственный населённый пункт в его составе.

## География
Расположен на левом берегу реки Оскол (бассейна Дона), в 30 км южнее Нового Оскола.

## История
Населённый пункт основан в 1731 году. Считается, что князь Г. Г. Волконский на месте уже существовавшего поселения создал полноценный населённый пункт. Его люди в первой четверти XVIII века появились на этих землях близ Оскола и переселили сюда около тысячи человек. Так появилась «слобода Волконская». Для привлечения жителей были созданы привлекательные условия: для устройства на новом месте им давалось три года, прибывших сюда переселенцев освобождали от налогов и повинностей. В слободе было много ремесленников, занимавшихся изготовлением обуви и одежды, многое отправлялось для нужд армии. Спустя какое то время слобода перешла во
владение дворян Синельниковых. Синельников так же основал город Екатеринослав (Днепропетровск) и стал первым губернатором Екатеринославского наместничества. На момент 1782  года, по данным четвертой ревизии, в слободах Волоконской, Верхней и Нижней Лубянках госпожи Авдотьи Васильевны Синельниковой (внучка Ивана Максимовича) проживало уже 1993 душ мужского пола. Между третьей и четвертой ревизиями население Волоконовки выросло в пять раз. В  конце 1780х годов при императрице Екатерине II Палатовский уезд был упразднен, и большая часть Волоконовского района вошла в состав Бирюченского уезда Воронежской губернии. Во второй половине XVIII века поселенцами слободы были в основном выходцы из Ахтырки, Ворожбы, Глухова и Славгорода. Помимо украинцев, поселились и переселенцы из Центральной России.
По данным переписи 1877 года, в слободе Волоконовке насчитывалось 6240 жителей.
В селении имелось три церкви, волостное правление, лавки, семь кожевенных заводов, красильни, паточный, восковой и кирпичный заводы, базары ярмарки.
В 1928 году слобода включена в состав Центрально-Черноземной области, где был образован Волоконовский район, оставаясь в составе Воронежской Губернии.  В 1934 году после раздела ЦЧО была отнесена к Воронежской области. 
6 января 1954 года из ее состава слобода передана в новообразованную Белгородскую область.
Статус посёлка городского типа с 1961 года.
25 июня 2011 года в Волоконовке Белгородской области состоялось открытие памятника Григорию Григорьевичу Волконскому.

## Население
| 1859    | 1877    | 1897    | 1959    | 1970    | 1979    | 1989    | 2002    | 2009    |
| ------- | ------- | ------- | ------- | ------- | ------- | ------- | ------- | ------- |
| 5205    | ↗6240   | ↘5955   | ↗8001   | ↗9989   | ↗10 931 | ↗12 535 | ↘12 210 | ↘11 572 |
| 2010    | 2012    | 2013    | 2014    | 2015    | 2016    | 2017    | 2018    | 2019    |
| ↘11 552 | ↘11 362 | ↘11 209 | ↘11 071 | ↘11 029 | ↘10 936 | ↘10 760 | ↘10 571 | ↘10 405 |
| 2020    | 2021    |         |         |         |         |         |         |         |
| ↘10 373 | ↗10 426 |         |         |         |         |         |         |         |

## Экономика
Предприятия:
- ООО "ВОЛОКОНОВСКИЙ ЗАВОД СТРОИТЕЛЬНЫХ МАТЕРИАЛОВ"[27]
- ООО "РУССКИЙ ДОМ КАНЦЕЛЯРИИ"[28]
- ВОЛОКОНОВСКИЙ ФЛ ЗАО "ПРОГРЕССДОРСТРОЙ"[29]
- ОП ООО "РОВЕНЬКИ-МАСЛОСЫРЗАВОД" П ВОЛОКОНОВКА[30]
- ООО "ВОЛОКОНОВСКИЙ ПИТОМНИК"[31]
- ООО "АГРОФИРМА "РОСТОК"[32]
- АО ИНКУБАТОРНАЯ СТАНЦИЯ "ВОЛОКОНОВСКАЯ"[33]
- ЗАО "НОВООСКОЛЬСКИЙ КОМБИКОРМОВЫЙ ЗАВОД"[34]

## Радио
| Частота, МГц | Название                              |
| ------------ | ------------------------------------- |
| 70,49        | (Молчит) Радио России / ГТРК Белгород |
| 88,1         | Radio Z-FM                            |
| 96,5         | Радио России / ГТРК Белгород          |
| 101,5        | Маруся FM                             |
| 103,8        | Радио Мира Белогорья                  |
| 105,8        | Радио 7 на семи холмах                |

## Памятники
- Братская могила 124 воинов Красной армии погибших в 1941–1943 гг.;
- Памятник Герою Советского Союза гвардии старшему сержанту Курочкину Т. П.;
- Храм-парк Храм Спаса Нерукотворного памяти ликвидаторов техногенной катастрофы на Чернобыльской АЭС;
- Памятник В. И. Ленину;
- Бюст Н. К. Крупской;
- Памятник Женщине-труженице;
- Мемориал воинам-лётчикам;
- Мемориал воинам-землякам;
- Аллея Героев Советского Союза;
- Памятник князю Г. Г. Волконскому.

## Известные уроженцы
- Лузанов, Виктор Мефодьевич (1938–2010) — советский и российский художник живописец, Заслуженный художник Российской Федерации;
- Новиков, Ефим Васильевич (1906–1963) — старший лейтенант РККА, участник Великой Отечественной войны, Герой Советского Союза (1945);
- Сичкарёва, Александра Григорьевна (1923–2019) — колхозница, Герой Социалистического Труда (1948);
- Славгородская, Наталья Тимофеевна (1919–1997) — колхозница, Герой Социалистического Труда (1948).